# G1000

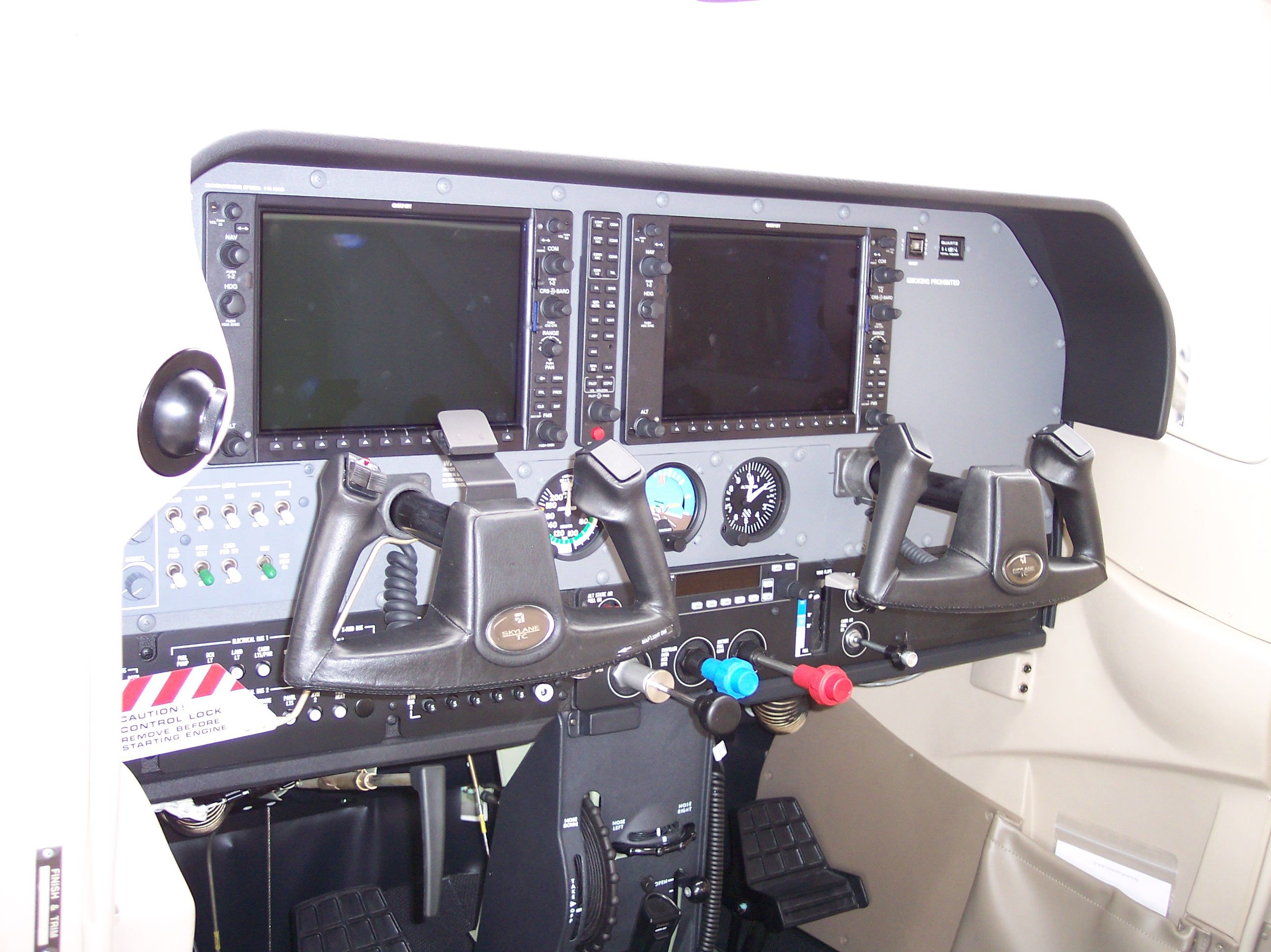
G1000 w Cessnie T182T

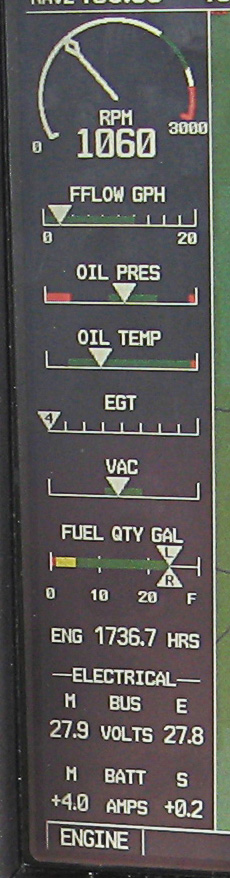
Fragment wyświetlacza MFD w Cessnie 172S

Garmin G1000 – zintegrowany system instrumentów pokładowych stosowany w wielu samolotach lotnictwa ogólnego (General Aviation) oraz małych samolotach odrzutowych. Składa się z dwóch (czasem z trzech) 10.4 calowych wyświetlaczy. Są identyczne (różnią się jedynie przypisanymi funkcjami), co pozwala zredukować koszty produkcji.

## Wyświetlacze

### Primary Flight Display(PFD)
Znajduje się po lewej stronie. Jest to panel, wyświetlający podstawowe przyrządy pokładowe (np. wysokościomierz, prędkościomierz, sztuczny horyzont, wariometr, koordynator zakrętu, żyrobusolę)

### Multifunction Flight Display(MFD)
Umiejscowiony z prawej stronie ekran pokazujący informacje związane z trasą przelotu, mapę terenu, najbliższe lotniska, plan lotu, przestrzenie powietrzne, parametry pracy silnika itp.

### Specyfikacja techniczna wyświetlaczy
Matryca
- Przekątna ekranu: 10.4 cala
- Rozdzielczość: 1024x768
- Liczba kolorów: 262 144
- Odświeżanie: 30 Hz

Czytniki kart pamięci
Każdy z wyświetlaczy posiada dwa czytniki kart SD:
- górny jest wykorzystywany do aktualizacji bazy danych GPS oraz do aktualizacji list kontrolnych
- karta w dolnym czytniku zawiera bazę danych topograficznych oraz przeszkód terenowych

### Modele wyświetlaczy
- GDU 1040 - podstawowa wersja wyświetlaczy, używane przez samoloty wyposażone w niezintegrowanego autopilota
- GDU 1042 - wersja wzbogacona o dodatkowe przyciski, kontrolujące funkcje autopilota. Używają jej samoloty wyposażone w zintegrowanego autopilota GFC 700 (np. Cessna 400i)
- GDU 1043 - wersja GDU 1042 z dodatkowym przyciskiem "Yaw damper" (np. Beechcraft G36)
- GDU 1044B - bardziej rozbudowana wersja GDU 1042 z przyciskami sterującymi autopilotem na obu wyświetlaczach (samoloty marki Cessna)
- samoloty odrzutowe wyposażone w system G1000 przeważnie używają kombinacji trzech wyświetlaczy. W tym przypadku dwa skrajne są skonfigurowane jako PFD a środkowy jest skonfigurowany jako MFD.

## Pozostałe elementy systemu

### GIA 63 Garmin Integrated Avionics Units
Dwa moduły GIA63 technicznie są identycznymi urządzeniami. Są zdublowane w celu zapewnienia dalszego działania systemu w przypadku awarii jednego z nich. Każdy moduł GIA63 zawiera:
- odbiornik GPS
- radiostację COM z separacją międzykanałową 8.33 kHz (pilot ma możliwość skonfigurowania radiostacji do separacji 25 kHz)
- radiostację NAV
- mikroprocesor

Obydwa moduły komunikują się z wyświetlaczami za pomocą HSDB (High-Speed Data Bus) Ethernet connection.

### GMA 1347 Audio Panel
Audio panel pozwala wybrać radiostację, przez którą będzie się odbywać nadawanie oraz odbieranie. Ponadto zawiera wbudowany intercom, marker beacon receiver oraz cyfrowy dyktafon nagrywający rozmowy z kontrolerem ruchu lotniczego.
Audio panel jest zamontowany pomiędzy wyświetlaczami, komunikuje się z GIA 63 za pomocą połączenia RS-232. Na dole panelu znajduje się czerwony guzik, który pozwala w razie awarii jednego z monitorów przełączyć informacje z wyświetlacza PFD na sprawny wyświetlacz.

### GDC 74A Air Data Computer
GDC 74A Air Data Computer przetwarza informacje pochodzące z dajników ciśnienia statycznego (static port) oraz całkowitego (pitot tube).
Moduł dostarcza informacji na temat:
- wysokości
- prędkości IAS
- prędkości pionowej (vertical speed)
- prędkość oraz kierunek wiatru (wind vector)
- temperatura powietrza na zewnątrz samolotu

### GRS 77 Attitude Heading and Reference System (AHRS)
Moduł składa się z: trzech czujników prędkości kątowej, trzech mierników przyspieszenia oraz 2-osiowego czujnika przechyłów. Ponadto przetwarza dane z GPS oraz magnetometer. Moduł zastępuje tradycyjne żyroskopy oraz dostarcza informacji na temat położenia samolotu względem horyzontu, kierunku magnetycznego oraz prędkości kątowej.

### GMU 44 – 3 axis magnetometer
Magnetometr dostarcza informacji dotyczących pola magnetycznego Ziemi. Urządzenie znajduje się przeważnie w skrzydle. Kolokwialnie można by to urządzenie nazwać "elektronicznym kompasem".

### GEA 71 Engine/Airframe Unit
GEA 71 Engine/Airframe Unit dostarcza informacji na temat parametrów pracy silnika, awioniki oraz informacji dotyczących pracy systemu G1000. W razie wykrycia nieprawidłowości w parametrach pracy silnika albo któregoś z komponentów awioniki G1000 moduł GEA 71 generuje ostrzeżenie dla pilota.

### GDL 69A Garmin Data Link
GDL 69A Garmin Data Link jest opcjonalnym modułem. Dostarcza danych METAR, TAF, radar pogodowy oraz radio satelitarne. Moduł pobiera dane z satelity XM Satellite Radio.

## Opcjonalne moduły
- Klawiatura alfanumeryczna
- GWX 68 Radar
- GDL 90 ADS-B Data Link Transceiver
- Autopilot
- Transponder

## Informacje dostarczane pilotowi przez system
- Checklists
- Engine flight time
- Vacuum gauge
- Alerts (3 levels)
- Fuel flow (zużycie paliwa)
- Fuel used (paliwo zużyte)
- V speeds (Vr, Vx, Vg, Vy)
- Rudder trim indication (trymer steru kierunku)
- Elevator trim indication (trymer steru wysokości)
- Oxygen indication (wskaźnik zawartości tlenu w butli)
- Aileron trim indication (trymer lotek)
- Weather radar (radar pogodowy)
- TAWS
- Altimeter (wysokościomierz)
- Attitude (sztuczny horyzont)
- Heading
- Rate of turn (zakrętomierz)
- Vertical speed (wariometr)
- Indicated AirSpeed (prędkość przyrządowa IAS)
- Ground speed (prędkość względem ziemi)
- True AirSpeed (prędkość względem powietrza TAS)
- Flight Plan (plan lotu)
- Obstacles (przeszkody terenowe)
- Frequences (częstotliwości)
- Transponder Code (kod transpondera)
- HSI
- CRS
- Traffic Information System
- DME
- GPS
- Ground track
- Wind vector (wektor wiatru)
- Time (czas)
- Timer
- Stoper
- Desired TracK
- Trends (tendencje)
- GlideSlope
- Marker Beacons
- RAIM
- Lean assist (asystent zubożania mieszanki)
- CHT (temperatura głowic cylindrów)
- EGT (temperatura gazów wylotowych)
- Oil temp (temperatura oleju)
- Oil pressure (ciśnienie oleju)
- AMPS (ameromierz)
- VOLTS (woltomierz)
- Fuel QTY (paliwomierz)
- Tachometer (obrotomierz)
- manifold pressure (ciśnienie ładowania)
- Topographic map (mapa topograficzna)
- Nexrad & XM lightning
- Terrain Awarness and Warning System (TAWS)
- Waypoints
- Airports (lotniska)
- Runways (pasy startowe)
- Approaches (GPS, NDB, VOR, WAAS, LOC, LDA, SDF, RNAV)
- ETA
- ETE
- XM Radio
- Nearest Airports (najbliższe lotniska)

## Samoloty wyposażone w Garmin G1000
- Samoloty odrzutowe:
  - Cessna Citation Mustang
  - Diamond D-Jet
  - HondaJet
  - Embraer Phenom
  - PiperJet

- Samoloty turbośmigłowe:
  - Quest Aircraft Company KODIAK
  - Cessna Caravan
  - Epic LT
  - Beechcraft King Air
  - EADS Socata TBM 850

- Samoloty tłokowe:
  - Cessna 172SP
  - Cessna 182
  - Cessna T206
  - Cessna 350 Corvalis
  - Cessna 400i - GDU 1042
  - Cessna 400 Corvalis TT - GDU 1042
  - Beechcraft G36 Bonanza - GDU 1043
  - Diamond DA40
  - Diamond DA42
  - Diamond DA62
  - Mooney Ovation
  - Mooney Acclaim
  - Tiger AG-5B
  - Cirrus SR22
  - Piper Matrix
  - Piper PA34-220T Seneca V